# Józef Szanajca

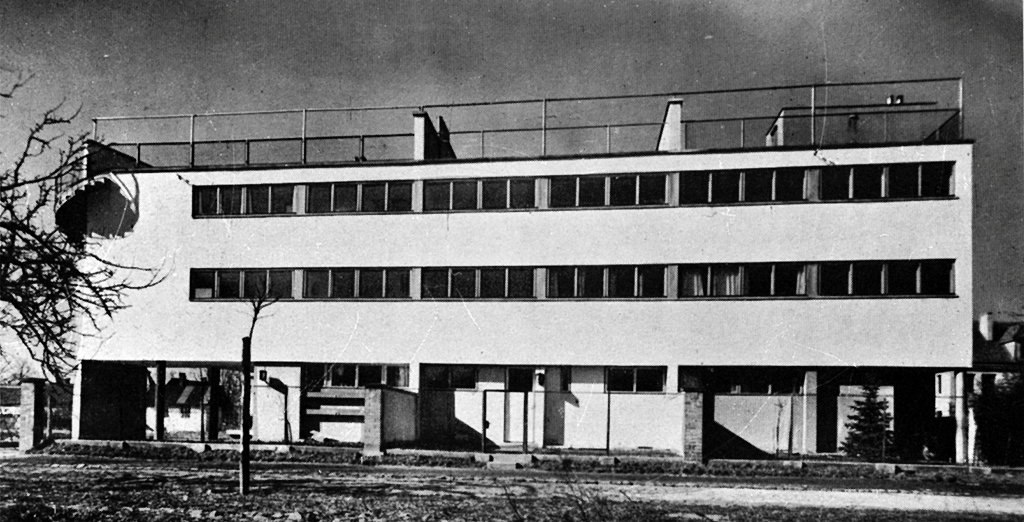
Villa en la calle Katowicka n.º 9 de Varsovia (1929), de Szanajca y Bohdan Lachert

Józef Szanajca (Lublin, 17 de marzo de 1902-Płazów, 24 de septiembre de 1939) fue un arquitecto racionalista polaco. 

## Trayectoria
Estudió en la Universidad Tecnológica de Varsovia. En 1924 se asoció a Bohdan Lachert, con el que trabajó hasta su fallecimiento. En 1926 se integraron en el grupo Praesens y, poco después, en el Congreso Internacional de Arquitectura Moderna (CIAM).
Desde sus primeras obras fueron representantes de un funcionalismo ortodoxo, caracterizado por el uso de nuevos materiales de bajo coste, junto al acero y el vidrio, sin despreciar la madera, con la que diseñaron pequeñas casas estandarizadas que patentaron en 1926.
En 1927 diseñaron un proyecto no realizado para el palacio de la Sociedad de Naciones en Ginebra. Al año siguiente realizaron la casa de Lachert en Varsovia, de típico Estilo internacional, elevada sobre pilotis y con una terraza en el tejado a la que se accede con una escalera de caracol dispuesta en ángulo. Le siguieron la pensión Victoria Regia en Gdynia (1928) y la casa Tabota en Skolimów (1929-1933).
Junto a Roman Piotrowski construyeron un conjunto de casas en banda en Varsovia (1934-1935), así como dos sanatorios, en Turczynek y en Kruk (1937). Para el Gobierno proyectaron dos ministerios no realizados finalmente: de Correos y Telecomunicaciones (1929) y de Trabajo y Asistencia Social (1935). También proyectaron dos iglesias: de San Roque en Białystok (1927) y de la Divina Providencia en Varsovia (1932).
Fueron autores junto a Bohdan Pniewski y Stanisław Brubalski del pabellón de Polonia para la Exposición Internacional de París de 1937, que obtuvo el gran premio del certamen.
Falleció al inicio de la Segunda Guerra Mundial, tras la invasión alemana de Polonia.